# Prinsessan Alexandra av Sachsen-Coburg-Gotha
Alexandra av Sachsen-Coburg-Gotha, furstinna av Hohenlohe-Langenburg, född 1 september 1878 på slottet Rosenau nära Coburg i Bayern, död 16 april 1942 i Schwäbisch Hall i Baden-Württemberg, var en brittisk-tysk prinsessa och titulärfurstinna.

## Biografi
Alexandra var dotter till prins Alfred, hertig av Edinburgh, andre sonen till drottning Viktoria av Storbritannien, och Maria Alexandrovna av Ryssland, dotter till tsar Alexander II av Ryssland.
Alexandra växte upp först i Storbritannien, mellan 1886 och 1889 på Malta, där fadern hade en tjänst i brittiska flottan, och sedan i Coburg, där fadern blivit tronarvinge och senare regerande hertig. Hon jämfördes till sin nackdel med sina systrar, som ansågs vackrare och intelligentare. Hennes mor ansåg att flickor borde gifta sig så unga att de ännu inte hade blivit intellektuellt självständiga, och arrangerade därför tidigt hennes äktenskap.
Den 20 april 1896 ingick Alexandra äktenskap i Coburg med arvprins Ernst II av Hohenlohe-Langenburg (1863–1950). Övriga familjemedlemmar var inte helt nöjda, eftersom maken inte tillhörde ett regerande furstehus, utan enbart ett mediatiserat sådant. Familjen residerade på slottet slottet Langenburg i Langenburg och från 1900 i Coburg, då maken fungerade som tillfällig regent i Sachsen-Coburg-Gotha under den nya hertigen (Alexandras kusin) Karl Edward av Sachsen-Coburg-Gothas minderårighet från 1900 fram till 1905. 
Alexandra blev titulär furstinna då maken ärvde titeln furste år 1913. Under första världskriget arbetade hon som sjuksköterska för Röda korset. 
Alexandra gick, liksom flera av hennes barn, in i Nazistpartiet år 1937, sex år efter makens inträde i partiet.

## Barn
- Gottfried av Hohenlohe-Langenburg (1897–1960), gift med Margarita av Grekland och Danmark (1905–1981), (äldre syster till prins Philip, hertig av Edinburgh)
- Marie Melita (1899–1967), gift med hertig Friedrich av Schleswig-Holstein (1891–1965)
- Alexandra (1901–1963), gift
- Irma (1902–1986), ogift
- Alfred (f. och d. 1911)

## Galleri

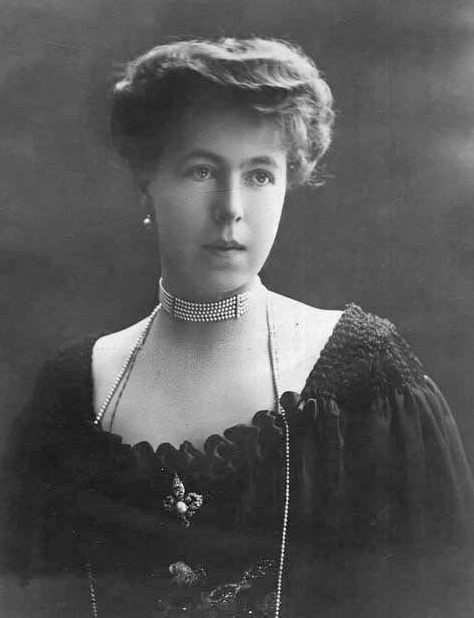
Alexandra av Hohenlohe-Langenburg
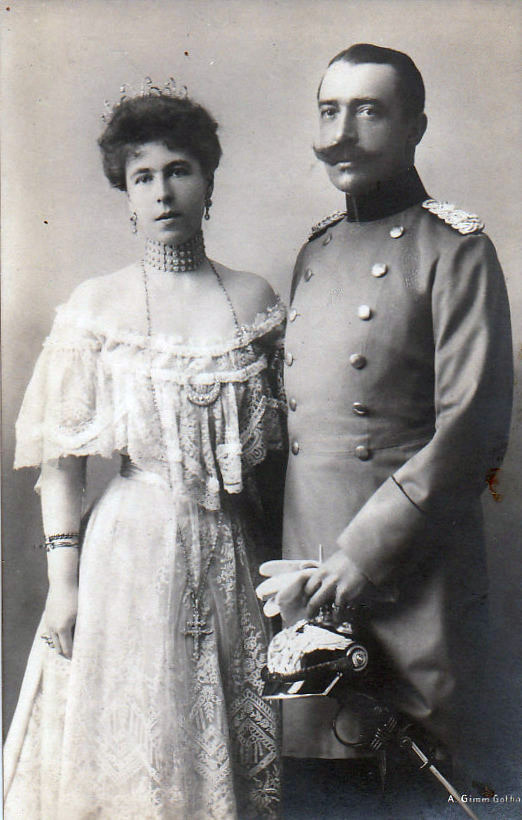
Alexandra med sin make furst Ernst II av Hohenlohe-Langenburg.